# Брачно саветовалиште
Брачно саветовалиште је саветодавна институција у којој стручњаци различитих профила (лекари, психолози, социјални радници, педагози итд.) настоје да помогну заинтересованим особама да остваре успешан брак, а људима са сукобима у браку да реше своје брачне проблеме.

## Везе
- Брачно саветовање